# Oudengelse literatuur

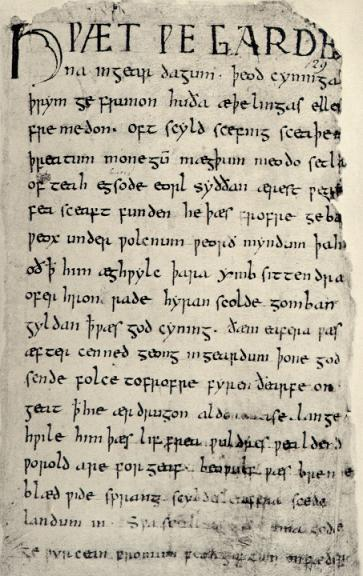
Eerste pagina uit Beowulf

Oudengelse literatuur (soms aangeduid als "Angelsaksische literatuur") omvat literatuur, geschreven in het Oudengels in het Engeland uit de 7e eeuw tot de decennia na de Normandische verovering van 1066. De taal die toen werd gesproken bestond uit vier dialecten: Northumbrisch, Mercisch, Kentish en West-Saksisch, en dit laatstgenoemde dialect van Wessex werd de literaire standaard waarin de bekendste literatuur uit die tijd is overgeleverd.
De Engelse literatuur van voor de Normandische verovering van 1066 bestaat voornamelijk uit vijf tekstsoorten: epiek, lyriek, bezweringen en raadsels, episch-didactisch proza, en kronieken. Aanvankelijk werden de heldendichten gezongen door minstrelen, die meestal rondtrokken van nederzetting naar nederzetting. Daar pikten ze verhalen op van andere vertellers, die ze dan konden veranderen en elders ten gehore brachten. Na verloop van tijd werden de meest memorabele werken uiteindelijk opgeschreven. Vanwege deze overwegend orale traditie moeten we vrijwel al onze kennis over de Oudengelse poëzie halen uit slechts vier laat-10e-eeuwse en vroeg-11e-eeuwse manuscripten: het Beowulf-manuscript, het Exeter Book, het Junius-manuscript (ook Caedmon manuscript genoemd) en het Vercelli Book. Alle manuscripten dateren van rond 1000 en bevatten ouder materiaal. Ze zijn geschreven in het West-Saksisch dialect. Veel Oudengelse manuscripten gingen in de jaren 1530 verloren bij de door Hendrik VIII opgedragen vernietiging van kloosters.

## Achtergrond

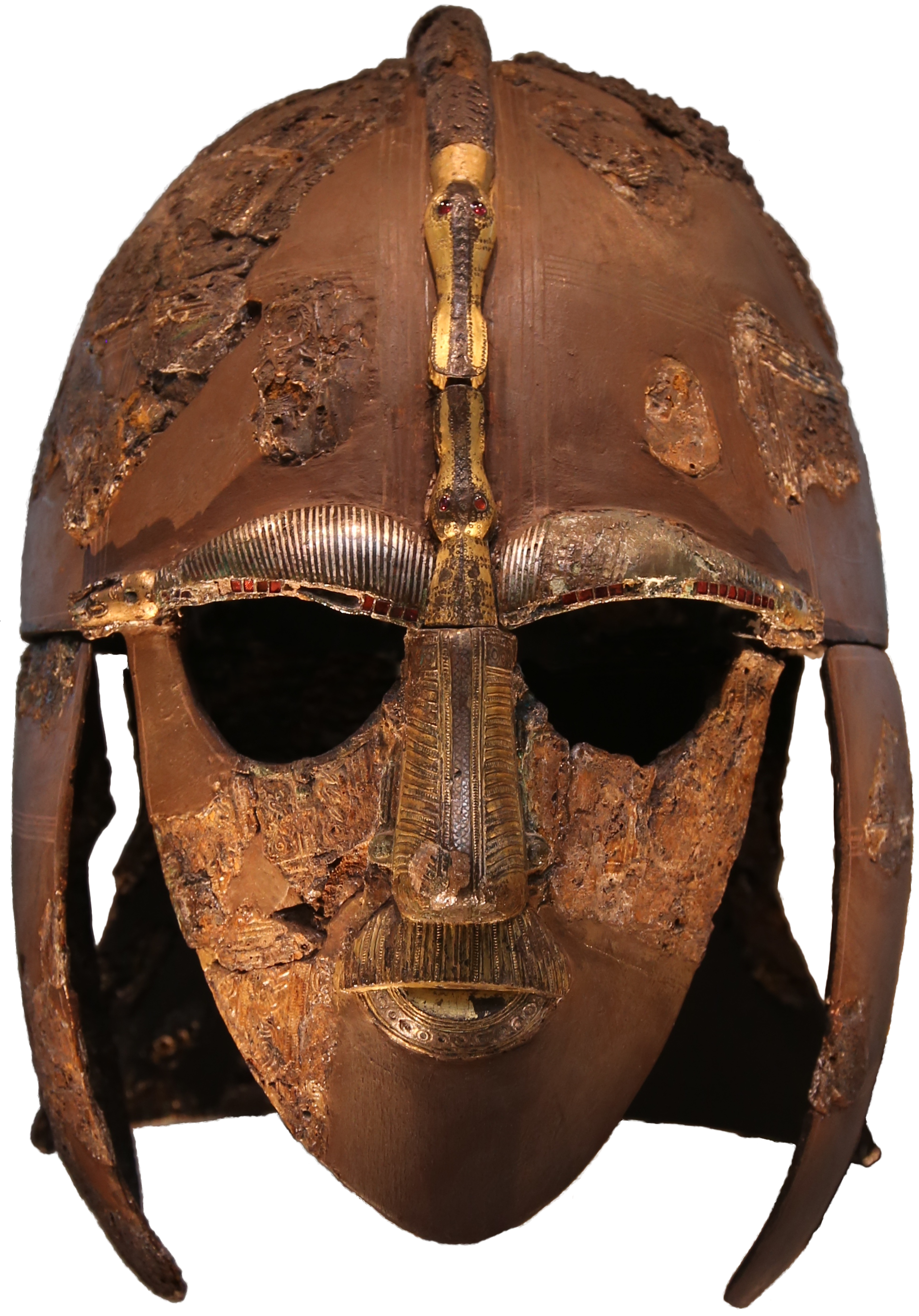
Angelsaksische helm die waarschijnlijk toebehoorde aan koning Raedwald van East Anglia

Vanaf de 5e eeuw drongen Angelen, Saksen en Juten (gezamenlijk als Angelsaksen aangeduid) Brittannië binnen en vestigden zich daar. 
De vestiging van Angelsaksische volkeren in de loop van de 5e en 6e eeuw (na de Romeinse overheersing) betekende voor het Britse eiland een radicale transformatie van taal en cultuur. In tegenstelling tot het vasteland, waar het Latijn de dominante taal werd in alle lagen van de samenleving raakte het Latijn hier in verval. De taal van de Germaanse nieuwkomers ontwikkelde zich tot het Oudengels. In het westen en het noorden bleef het autochtone Keltisch gesproken. Van de Britse Kelten zijn geen geschreven bronnen bekend.
Aanvankelijk was de cultuur van de Angelsaksen essentieel mondeling en hun verzen werden alleen opgeschreven als runische inscripties. Missionarissen uit Ierland en van het vasteland verspreidden de kennis van de geschreven taal, met name vanaf de late 6e eeuw. Tegen de tijd van de Normandische verovering in 1066 was Angelsaksisch Engeland een van de meest gecultiveerde landen van de westerse middeleeuwen, met complexe administratieve, juridische en financiële structuren, die door de Normandische elite overgenomen werden.

## Manuscripten
1. de Nowell Codex, ook het Beowulf-manuscript genoemd, bevindt zich in de British Library en bevat naast het gedicht Beowulf ook Judith en drie verhandelingen in proza;
2. het Exeter Book bevindt zich in de Kathedraal van Exeter en bestaat uit een diverse verzameling van teksten, raadsels, didactische gedichten en religieuze verhalen; tot de bekendste behoren de twee elegieën The Wanderer en The Seafarer;
3. het Junius-manuscript bevindt zich in de Bodleian Library in Oxford. Het wordt ook wel het Caedmon-manuscript genoemd, hoewel inmiddels gebleken is dat dit op basis is van een verkeerde aanname en de inhoud ervan niet langer toegeschreven kan worden aan Caedmon. Het mansucript bevat Bijbelse parafrases;
4. het Vercelli Book bevindt zich in de bibliotheek van de kathedraal van Vercelli in Italië. Het bevat heiligenlevens en verschillende korte religieuze gedichten en preken in proza.

## Poëzie
Engelse poëzie van voor de verovering kan grofweg worden verdeeld in twee klassen, heroïsche en christelijke. De heroïsche gedichten gaan voor het grootste deel over Germaanse legenden en geschiedenis. Ze verhalen over koningen en krijgers die in de hele Germaanse wereld gekend waren. De christelijke poëzie ontleent haar vertelstof uit Bijbelse verhalen die ze ook aanpast. Het gaat om heiligenlevens en moraliserende verzen. Op deze religieuze thema's bleven schrijvers ook na 1066 teruggrijpen. De verovering veranderde weliswaar de taal en het metrum van de religieuze poëzie, maar het behandelde materiaal bleef onveranderd.

### Heroïsche poëzie
Van de heroïsche poëzie is slechts weinig overgebleven. Veel is verloren gegaan tijdens de verwoestingen van de Denen aan het eind van de achtste eeuw. Kloosterbibliotheken, de plaatsen waar veel waardevolle manuscripten werden bewaard en gekopieerd, werden vernietigd. Northumbrische poëzie is zelfs alleen bewaard gebleven in West-Saksische vertalingen. Zo zijn er aanwijzingen dat Beowulf oorspronkelijk een Northumbrisch gedicht was. Beowulf is bij toeval volledig bewaard gebleven, maar van andere oude gedichten zoals Waldhere en Finnesburh zijn er slechts enkele fragmenten overgeleverd. Andere grote werken die net als Beowulf aan de verwoestingen zijn ontsnapt, zijn The Battle of Maldon en de elegieën The Wanderer en The Seafarer. Elegieën zijn een aantal korte gedichten uit het Exeter Book, verwant aan heroïsche verhalen.

### Christelijke poëzie

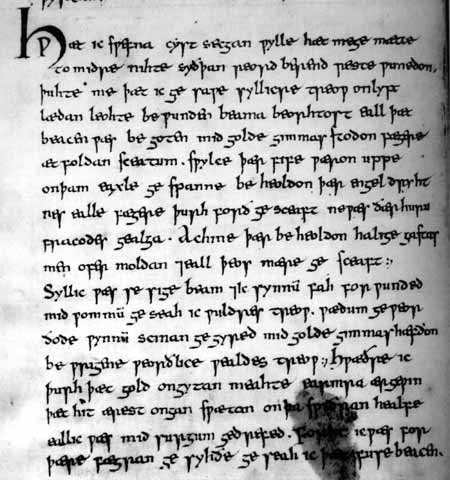
Manuscript van The Dream of the Rood

Een groot deel van de Oudengelse christelijke poëzie getuigt van een eenvoudig geloof in het christendom. Twee namen van auteurs zijn met zekerheid bekend: Caedmon en Cynewulf. Caedmon, over wie de dichter-monnik Beda vertelt, is de vroegst bekende Engelse dichter. Hoewel zijn werk grotendeels verloren is gegaan, dankt men aan de school van Caedmon poëtische versies van Bijbelse verhalen, zoals Genesis B. (851?)
Cynewulf, een latere dichter, ondertekende de gedichten Elene, Juliana, en The Fates of the Apostles. Meer is niet bekend over hem. Het mooiste gedicht van de school van Cynewulf is The Dream of the Rood, het eerste bekende voorbeeld van een droomvisioen, een genre dat later populair werd in de Middelengelse literatuur.
The Dream of the Rood behoort tot de religieuze poëzie, net als Caedmon's Hymn (657-680), een christelijke adaptatie van een oud-Germaans lied door de dichter-monnik Beda. Aan deze auteur werden vroeger ook andere teksten, zoals Genesis toegeschreven. Hetzelfde viel Cynewulf te beurt, aan wie een groot deel van de religieuze gedichten werd toegeschreven. Hij is de onbetwiste auteur van de werken die hij heeft ondertekend: Guthlac, The Phoenix, Andreas, Physiologus en Riddles.

### Kenmerken van Oudengelse poëzie
Kenmerkend voor Oudengelse poëzie zijn het gebruik van alliterende verzen (bijvoorbeeld de wraak van vele vechters), het spaarzame gebruik van vergelijkingen (bijvoorbeeld zo sterk als een beer)  ten opzichte van de veel vaker voorkomende compactere beeldspraak van de metafoor (bijvoorbeeld de beer viel aan, waarmee dan een sterke man wordt bedoeld).
Net als andere oud-Germaanse allitererende dichtkunst wordt Oudengelse poëzie ook vaak gekenmerkt door het gebruik van de cesuur of pauze. Die heeft twee functies: het bepalen van het ritme voor de versregel, en het verdelen van de regel in twee coupletten.

## Proza

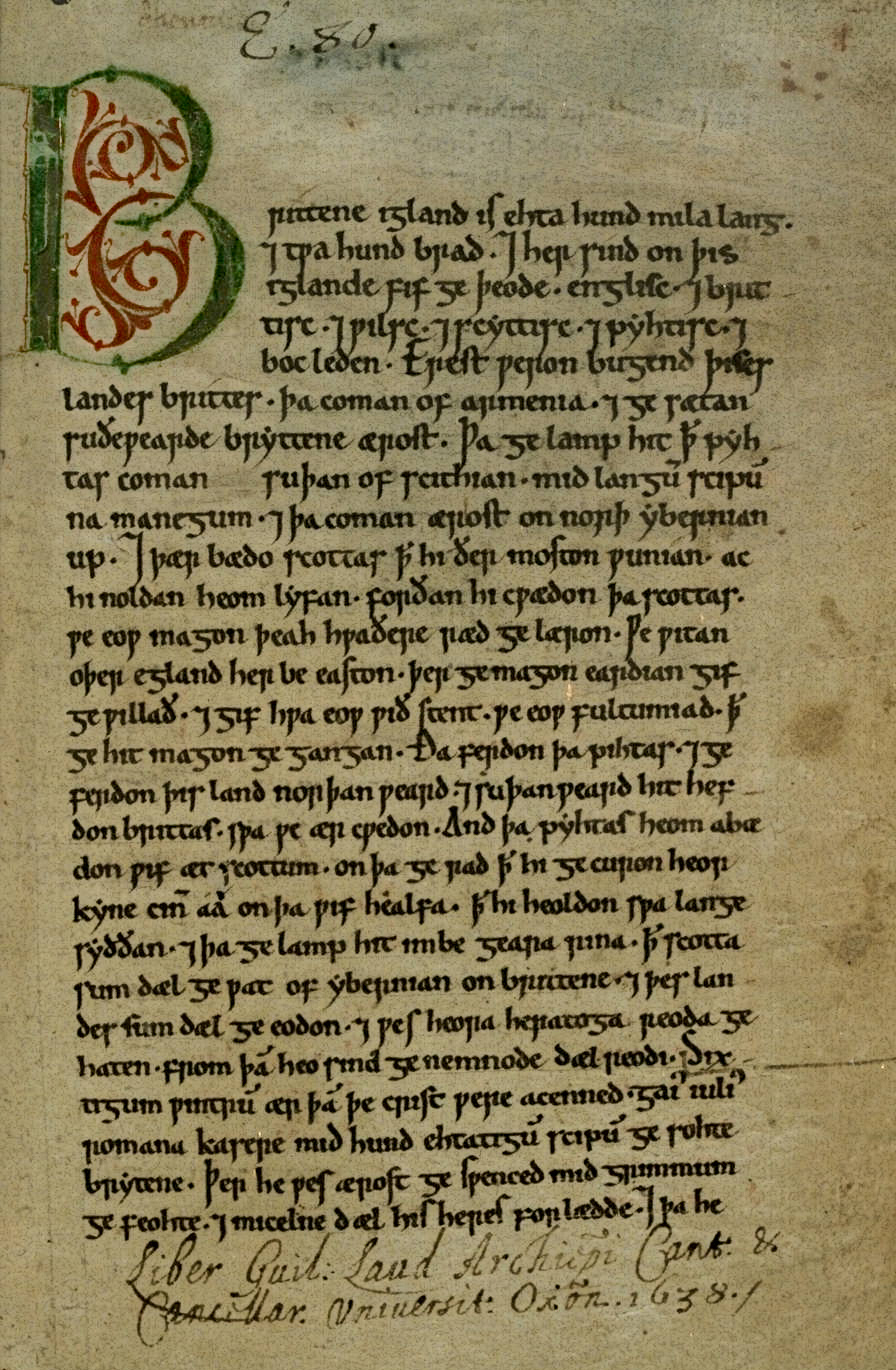
Pagina van de Peterborough Chronicle, een van de manuscripten van de Angelsakische Kroniek

Oudengels literair proza dateert uit het laatste deel van de Angelsaksische periode. Vóór het bewind van koning Alfred, die regeerde van 871 tot 899, werd proza in het Latijn geschreven. Omdat bijna niemand Latijn kon lezen, vertaalde Alfred de belangrijkste Latijnse teksten of liet ze vertalen. Hij moedigde ook het schrijven in de volkstaal aan. Een van de bekendste werken die onder zijn bewind tot stand kwamen was de Angelsaksische Kroniek, die na Alfred nog meer dan drie eeuwen zou worden aangevuld. Twee vooraanstaande schrijvers van Oudengels proza waren Aelfric, abt van Eynsham, en zijn tijdgenoot Wulfstan, aartsbisschop van York, die in de late 10e of vroege 11e eeuw een aantal preken schreven. Aelfric schreef twee wetenschappelijke werken, Hexameron en Interrogationes Sigewulfi met scheppingsverhalen. Van zijn hand is ook een grammatica en een woordenlijst in het Oudengels.
Byrhtferth van Ramsey was een monnik die in de tijd van Aelfric en Wulfstan in het Oudengels schreef. Zijn boeken Handboc en Manuele waren studies in wiskunde en retoriek.
Verder zijn er heel wat regels en berekeningen overgebleven voor het vinden van feestdagen, en tafels voor het berekenen van de getijden en de gestalten van de maan.
De  Nowell Codex bevat naast Beowulf ook een tekst over de wonderen van het Oosten, samen met een opmerkelijke kaart van de wereld en andere illustraties. In hetzelfde manuscript zit ook Alexanders Brief aan Aristoteles.
Er zijn ook een aantal medische werken bekend. Zo is er een vertaling van Apuleius' Herbarium met opvallende illustraties, samen gevonden met de 5e-eeuwse, aan Sextus Placitus toegeschreven Medicina de Quadrupedibus.
Bald's Leechbook is een 9e/10e-eeuws boek met kruiden dat een aantal chirurgische behandelingen vermeldt. Een andere collectie, bekend als de Lacnunga, bevat vele formules voor toverdrankjes en bezweringen.
Engelse literatuur

Oudengelse literatuur · Middelengelse literatuur · Engelse renaissance · Engelse literatuur tijdens de Restauratie - Poëzie van de Engelse romantiek · victoriaanse literatuur

Amerikaanse literatuur

Lijst van Engelstalige literaire schrijvers

Lijst van romanschrijvers uit de Verenigde Staten